# Speicherofen
Ein Speicherofen (auch „Grundofen“ genannt) ist eine aus Keramik oder Naturstein gefertigte, geschlossene Feuerstätte. Die beim Holzabbrand frei werdende Wärme wird von einem (meist keramischen) schweren Speicherkern aufgenommen. Nach dem Holzabbrand gibt dieser Kern die gespeicherte Energie während langer Zeit über die Oberfläche des Speicherofens in Form von Wärmestrahlung gleichmäßig ab.
Ein Speicherofen besteht aus einer Brennkammer, einer Ausbrandzone und einem keramischen Wärmeübertrager, dem Speicherkern. Die Abgase und Rußpartikel des Brennstoffes, beispielsweise von klein gehacktem Brennholz, werden während eines Brennvorganges bei hohen Temperaturen (800–1000 °C) verbrannt und setzen somit ein Höchstmaß an Energie frei.
„Speicherofen“ darf sich in Deutschland ein Ofen nennen, der die Speicherofennorm DIN EN 15250 erfüllt. Die meisten Öfen sind Kaminöfen mit integriertem Speicher und nur nach der EN 13240 (Kaminofennorm) geprüft. Dies ist eine Norm für Dauerbrandöfen, die eingeheizt und kontinuierlich nachgelegt werden müssen. Ein Dauerbrandofen ist per definitionem kein Speicherofen.
Einige Hersteller produzieren Öfen mit verschließbaren Luftschlitzen (z. B. Austroflamm, Drooff, Cera). Wer eine schnelle Wärmeabgabe möchte, öffnet diese Schlitze; wer zunächst viel Wärme im Ofen speichern will, verschließt sie.
Speicheröfen haben prinzipbedingt ein hohes Gewicht.